# Kościół św. Jerzego w Gliwicach-Ostropie
Kościół św. Jerzego w Gliwicach – zabytkowy kościół w Gliwicach w dzielnicy Ostropa, ok. 6 km na zachód od centrum miasta. Kościół przynależy do parafii św. Ducha w Gliwicach-Ostropie, w diecezji gliwickiej, dekanat Gliwice-Ostropa.
Kościół znajduje się na Szlaku Architektury Drewnianej.

## Historia
Pierwszy kościół wybudowany został prawdopodobnie w 1340 roku, spalony w czasie wojen husyckich. Około 1640 roku został podpalony przez Szwedów. Z pożaru ocaleć miało prezbiterium oraz drewniana wieża (datowana na ok. 1544 rok). Do odbudowy nawy przystąpiono najwcześniej w 1665 roku, zatem prawdopodobne jest, że nawa kościoła pochodzi z 1667, jak pokazuje rok wyryty nad południowym portalem. Kościół został konsekrowany 15 września 1719 roku przez wrocławskiego biskupa pomocniczego Eliasza von Sommerfelda, w 1807 erygowano w Ostropie parafię.
Świątynia nie jest używana od 1927 roku ze względu na wybudowanie (w latach 1925-1927) w jej sąsiedztwie nowego, murowanego kościoła Ducha Świętego, który przejął funkcję kościoła parafialnego. Część wyposażenia kościoła św. Jerzego została przeniesiona do nowego kościoła.
Od 2006 roku z inicjatywy ówczesnego proboszcza parafii św. Ducha Józefa Kary rozpoczęła się współpraca ze specjalistami z Politechniki Śląskiej, mająca na celu przywrócenie kościoła do użytkowania. Wcześniej, w 2005 roku, przeprowadzono badania polichromii we wnętrzu kościoła. W sierpniu 2008 roku rozpoczęły się prace remontowo-konserwatorskie. W 2009 roku ukończony został etap prac, polegający na wymianie pokrycia gontowego dachu, wieży i drewnianych ścian nawy oraz odmalowanie murowanego prezbiterium kościoła. W kolejnych latach kontynuowano prace remontowo-konserwatorskie. W ich efekcie kościół ma być przywrócony dla funkcji sakralnych oraz udostępniony turystycznie.

## Architektura i wnętrze
Kościół jest orientowany, z drewnianą nawą i wieżą oraz murowanymi prezbiterium i zakrystią. Nawa wykonana jest w konstrukcji zrębowej na ceglanej podmurówce, wieża w konstrukcji słupowej, zwieńczona izbicą. Nawa na rzucie prostokąta, do niej od strony zachodniej dostawiona jest wieża na planie kwadratu. 
Od wschodu znajduje się murowane, zamknięte trójbocznie prezbiterium, wzmocnione skarpami od strony południowej. Od strony północnej do prezbiterium przylega prostokątna, murowana zakrystia. 
Dachy kryte gontem, nad nawą wysoki, dwuspadowy, nad prezbiterium wielospadowy. W dachu nawy umieszczona jest wieżyczka na sygnaturkę, nakryta gontowym cebulastym hełmem (pierwotnie dachem wieżowym). Wieża nakryta dachem namiotowym. Ściany nawy i wieży pokryte z zewnątrz gontami. 
We wnętrzu, w prezbiterium i zakrystii - sklepienia kolebkowo-krzyżowe z lunetami, w nawie - strop płaski. Tęcza o wykroju łuku koszowego, w niej umieszczona jest prosta, profilowana belka tęczowa. Ściany prezbiterium zdobione pilastrami. Od strony zachodniej znajduje się drewniany chór muzyczny wsparty na żeliwnych słupach.

## Polichromia

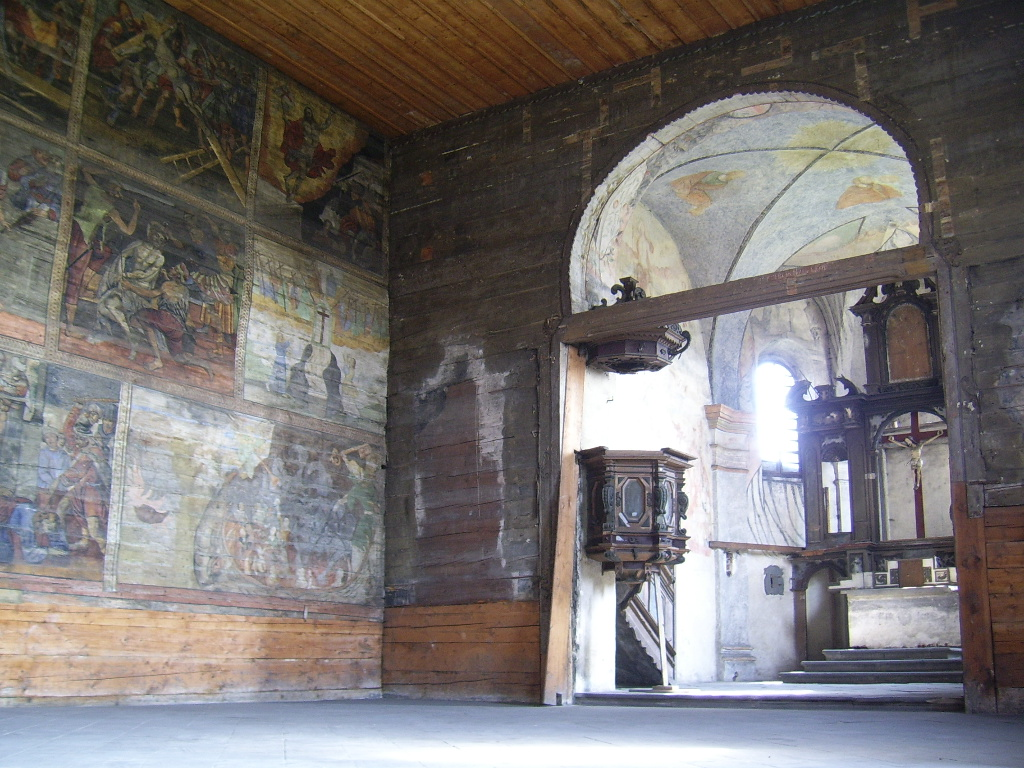
Wnętrze kościoła św. Jerzego

Wnętrze nawy kościoła pokryte jest barokową polichromią, pochodzącą z lat 1667-1668, zaś wnętrze prezbiterium ozdobione jest dekoracją malarską z 1691 lub 1718 roku. W latach 1859–1860 i 1907 polichromia chóru została zamalowana. W 1884 Jacob Potzmieler odrestaurował i uzupełnił dekorację malarską nawy. Malowidła zostały odsłonięte podczas prac konserwatorskich w latach 70. XX wieku oraz w 1994 roku. Czytelne dekoracje malarskie znajdują się na północnej ścianie nawy, na łuku tęczowym oraz częściowo w prezbiterium.
Na ścianie północnej nawy przedstawione są sceny Pasyjne w układzie kwaterowym. Poczynając od strony zachodniej są to kolejno. :
- pas dolny: Ostatnia wieczerza, Modlitwa w Ogrójcu, Chrystus przed arcykapłanem, pierwotnie Pojmanie (?)
- pas środkowy: Przedstawienie nieczytelne (zamalowane), Chrystus przed Kajfaszem, Biczowanie, Cierniem koronowanie, pierwotnie Ukrzyżowanie (?)
- pas górny: Ecce Homo, Niesienie krzyża, Obnażenie z szat, Podniesienie krzyża, Zmartwychwstanie

Skrajne, wschodnie kwatery pasa dolnego i środkowego przedstawiają obecnie sceny spoza cyklu Pasyjnego i są interpretowane jako alegoria dobrej i złej drogi (kwatera dolna - paszcza Lewiatana, kwatera pasa środkowego - Kościół trymfujący).
Na łuku tęczowym przedstawiony jest motyw dwóch rajskich drzew oraz anioła grającego na violi da gamba.
Sklepienie prezbiterium ozdobione jest wizerunkami ewangelistów.
Ołtarz z prezbiterium, rozebrany w 1926 roku i przechowywany przez 5 lat w nowym kościele, w 2015 roku został odrestaurowany przez Jana Gałaszka z Pszczyny. Ołtarz zdobią dwa obrazy: Matki Boskiej Niepokalanego Poczęcia i Wniebowzięcia Matki Bożej.  Szczyt barokowego ołtarza wieńczy figura św. Jerzego na koniu, przebijającego lancą smoka. Po prawej – figura świętego Józefa, po lewej świętego Joachima. 
W latach 2011–2017 odnowione zostało prezbiterium, przeprowadzono konserwację  polichromii, a w nawie odkryto a następnie zakonserwowano malowidła naścienne.

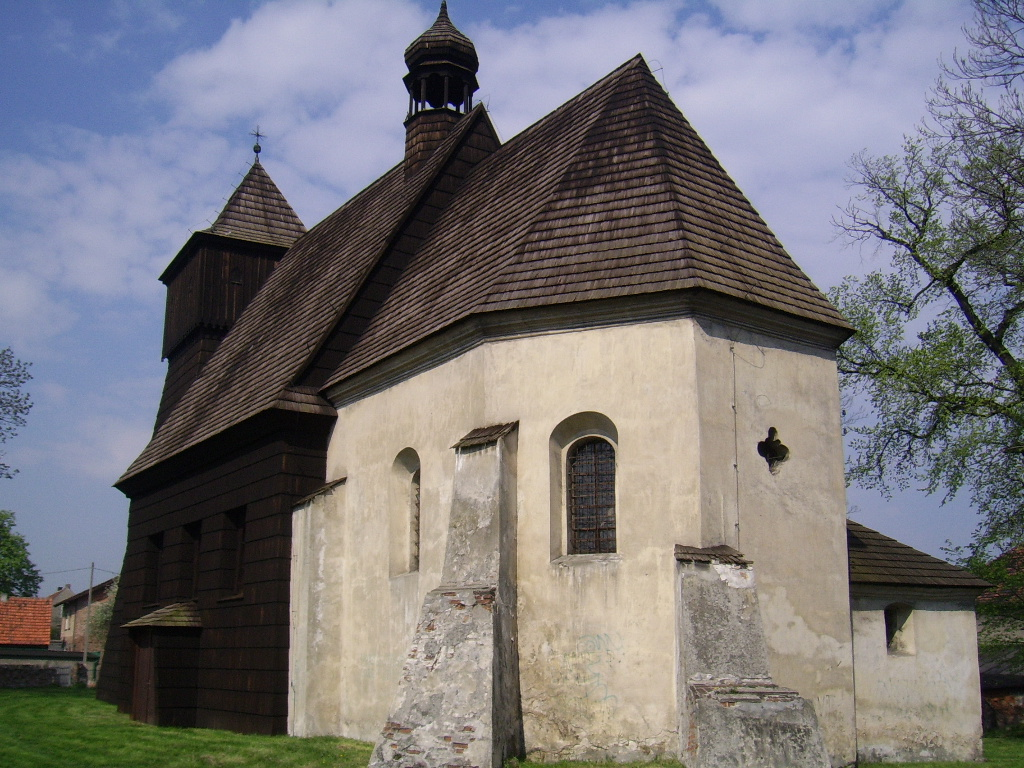
Kościół przed renowacją
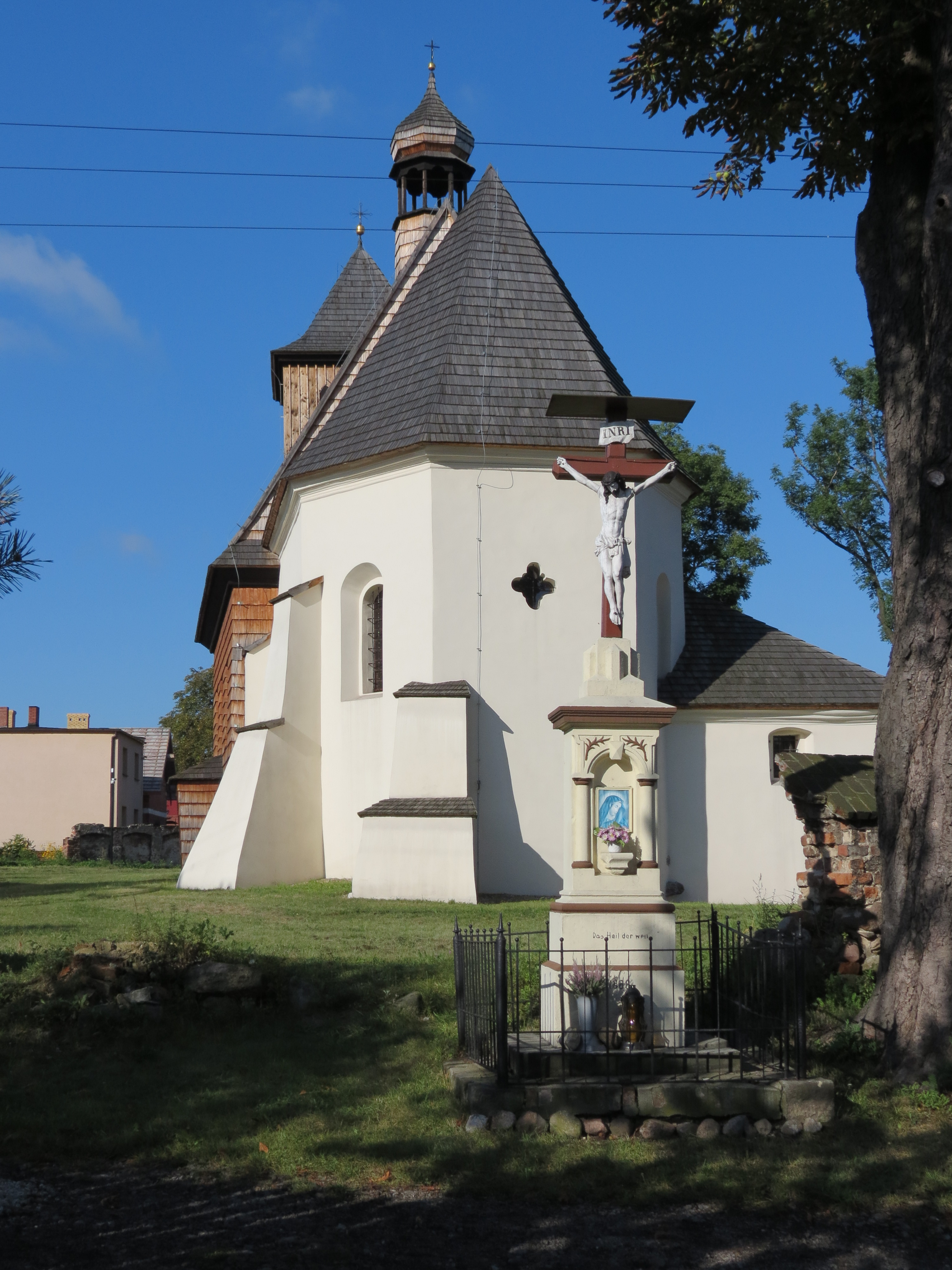
Kościół po renowacji